# Polysphincta thoracica
Polysphincta thoracica là một loài tò vò trong họ Ichneumonidae.